# آستمیزول
آستمیزول به انگلیسی: Astemizole (که به بازار تحت نام تجاری هیسمانالHismanal عرضه شده‌است) یک نوع داروی آنتی هیستامین نسل دوم بود که زمان اثر طولانی داشت. آستمیزول در سال ۱۹۷۷ توسط داروسازی جانسن معرفی گردید. این دارو از بازار بسیاری از کشورها به دلیل عوارض جانبی نادر اما بالقوه کشندهٔ خویش خارج شده‌است.

## متابولیسم
این دارو توسط آنزیم کبدی CYP۳A۴ متابولیزه می‌شود. [۱]
این دارو از بازار دارویی بسیاری از کشورها به دلیل تعاملات نادر اما بالقوه کشندهٔ آن با مهارکننده‌های آنزیم کبدی CYP۳A۴ حذف شده است(از جمله مهارکننده‌های این آنزیم به عنوان مثال می‌توان از اریترومایسین، و آب گریپ فروت نام برد).

## فارماکولوژی
آستمیزول نوعی آنتی هیستامین آنتاگونیست گیرنده هایH۱ است. این آنتی هیستامین ساختاری مشابه با ترفنادین terfenadine و هالوپریدول haloperidol(که نوعی آنتی سایکوتیک نوع بوتیروفنون butyrophenone می‌باشد) دارد. این دارو دارای اثرات آنتی کولینرژیک anticholinergic و اثرات ضد تب یا antipruritic می‌باشد.
آستمیزول به طور رقابتی به گیرنده هیستامینی H۱ در محلهای زیر متصل می‌شود: دستگاه گوارش، رحم، عروق خونی، عضلات برونکیال bronchial [همان عضلات موجود در راههای هوایی]. این دارو مانع از شکل گیری خیز یا تورم و همینطور جلوگیری از خارش می‌شود. (این اثرات دارو ناشی از هیستامین می‌باشند).
آستمیزول از سد خونی مغزی عبور نمی‌کند و اغلب گیرنده‌های H۱ موجود در محیط را به همین گیرنده‌ها در سیستم عصبی مرکزی (CNS) ترجیح می‌دهد.(در نتیجه بروز افسردگی بر اثر استفاده از آن در حداقل است). آستمیزول همچنین ممکن است بر روی گیرندهٔ هیستامینی H۳ نیز عمل کند، که در نتیجه به همین طریق تولید عوارض جانبی می‌نماید.
آستمیزول همچنین به سرعت از طریق دستگاه گوارش جذب می‌شود؛ اتصال آن به پروتئین حدود ۹۶ ٪ می‌باشد.

## سمیت
در مصرف آستمیزول از طریق روش دهانی (خوراکی) و با معیار LD۵۰، مصرف حدود ۲۰۵۲mg/kg یعنی ۲۰۵۲ میلی گرم به ازای هر کیلوگرم وزن بدن(البته در موش) باعث مسمومیت می‌شود.

## تحقیقات
گزارش شده که این دارو ممکن است از هدر رفتن عضله (لاغر شدن) که در بسیاری از بیماران بستری و بی حرکت رخ می‌دهد، جلوگیری کند. [۲] یک پژوهش در تعداد معدودی موش نشان داده‌است که آستمیزول با مسدود کردن فعالیت پروتئین موجود در عضلات که در جریان آتروفی عضلات درگیر است، از این پدیده جلوگیری می‌کند. [۳] با این حال نگرانی از اثر طولانی مدت این دارو در عضله قلب مانع از استفادهٔ معمول از آن در انسان، برای این نشانه می‌شود.
به تازگی کشف شده که آستمیزول برای درمان مالاریا قوی عمل می‌کند. مکانیسم عمل آستمیزول در این زمینه مشابه مکانیسم عمل کلروکین می‌باشد، اما این دارو حتی بر روی انگلهای مقاوم به کلروکین هم تأثیر دارد. [۴]